# Falsistrellus petersi
Falsistrellus petersi é uma espécie de morcego da família Vespertilionidae. Pode ser encontrada na Indonésia, Malásia e Filipinas.